# Sant Antonin (Alps Marítims)
Sant Antonin (en francès Saint-Antonin) és un municipi francès situat al departament dels Alps Marítims i a la regió de Provença – Alps – Costa Blava.

## Demografia
| 1962                                       | 1968 | 1975 | 1982 | 1990 | 1999 | 2006 |
| ------------------------------------------ | ---- | ---- | ---- | ---- | ---- | ---- |
| 36                                         | 44   | 43   | 54   | 55   | 78   | 104  |
| Des de 1962: població sense dobles comptes |      |      |      |      |      |      |

## Administració
| Període   | Identitat          | Partit |
| --------- | ------------------ | ------ |
| 1945-1965 | Jean Augier        |        |
| 1965-1983 | Roger Mouremble    |        |
| 1983-1987 | Georges Meyffret   |        |
| 1987-     | Christian Meyffret | PCF    |